# Newcastle (Condado de Wicklow)
Newcastle (en irlandés: 'An Caisleán Nua') es una pequeña población situada en la costa este del Condado de Wicklow, en Irlanda. Se encuentra entre Bray y la ciudad de Wicklow. Está ubicada a unos 45 km al sur de Dublín.
Se estima que la población de Newcastle es de 951 habitantes, según el censo de 2011.

## El castillo Newcastle Mackynegan
El nombre de An Caisleán Nua se formó a partir del castillo, que en la actualidad se encuentra en ruinas- construido por los normandos entre 1177 y 1184, y que fue una importante fortaleza en su época. 
El pueblo de Newcastle se encuentra apartado del castillo, así como de la antigua iglesia, que es donde se encontraba originariamente la población. 